# ヤマヒサ
株式会社ヤマヒサは、システムバス／システムキッチン／エクステリア等から、増改築までのリフォーム・建築の会社。本社は大阪市北区太融寺町3番24号 日本生命梅田第二ビル4F 。社名の「ヤマヒサ」は、代表取締役だった山田博久（ヤマダヒロヒサ）の名前を縮めたもの。

## 概要
1973年にエクステリアの企業として創立。1979年に道内進出を果たし、1983年にホームアメニティ事業部（のちの建築事業部）を設立。新築・増改築分野にも進出し、現在のリフォーム事業部、建築事業部の礎を築く。「人とペットとのより良い共生社会と、快適で安全な住空間の創造を通じて、広く社会の発展に貢献する。」という企業理念を実現するべく、1986年にはペット事業部を設立。「Petio（ペティオ）」のブランド名で『かけがえのない、いのちに応える。』というブランドスローガンを掲げて、ペットフード・ペットサプライ事業にも参入し、事業拡大に合わせて着々と業績を伸ばし続けてきた。創立以来、カタツムリのシンボルマークを採用している。
その後、「ユラックス」ブランドのシステムバスや、「クックヌーボー」ブランドのシステムキッチン、新築注文住宅商品を販売するなど、事業をさらに拡大した。
エクステリア・リフォーム建築は、基本的に即日即決の訪問販売であった。
2016年10月1日、ペットケア事業部を会社分割で「株式会社ペティオ」として独立させた。
資本金を1億5470万円から9582万円に減資。

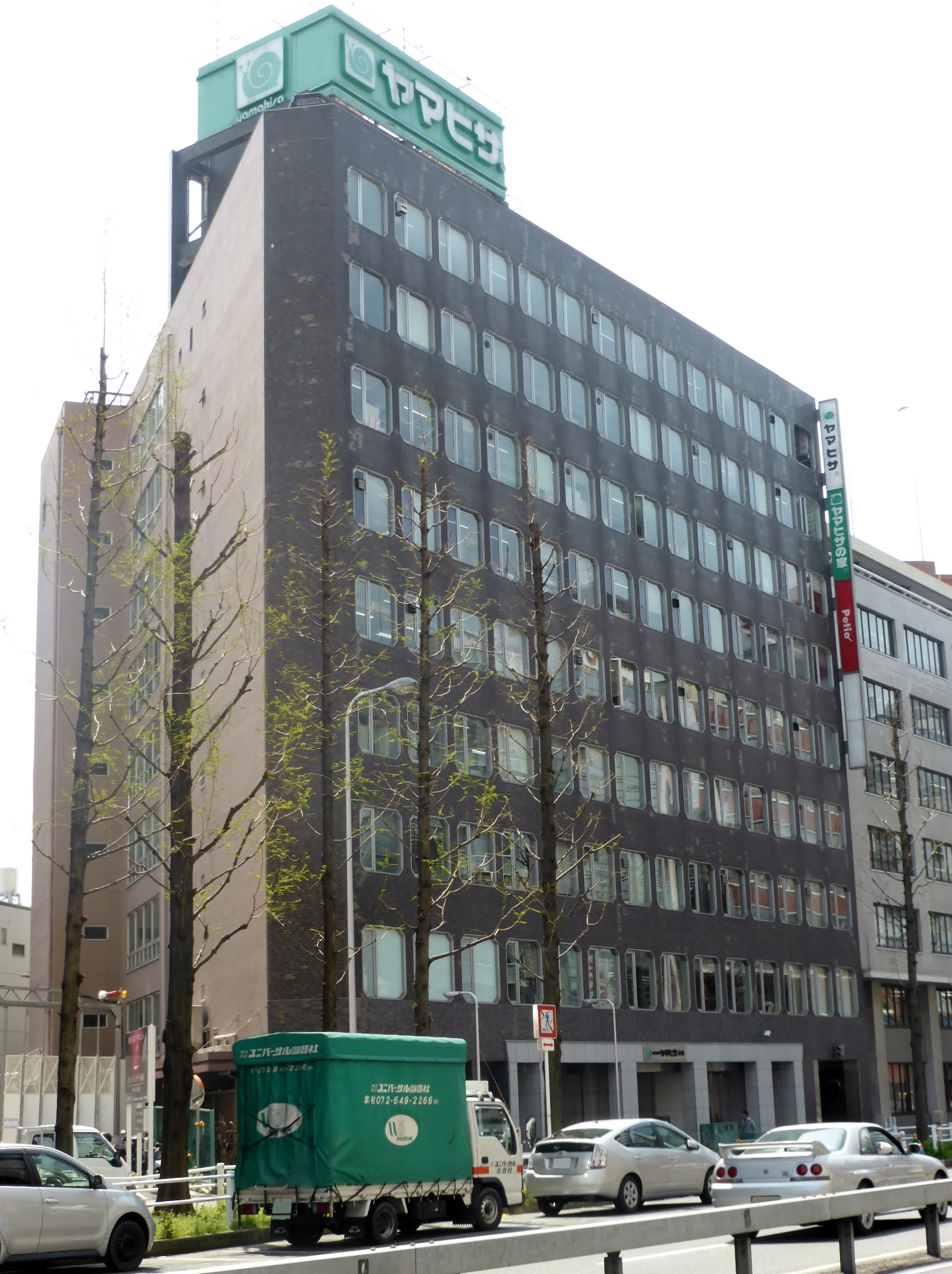
万歳町にあった頃のヤマヒサ本社。現在は解体されウェリナホテル梅田となっている。

## 主な商品（ブランド）
住宅事業部
- 2階建て
  - ソリエパレット
  - 彩家（Saica）
  - きらら（Kirara）
  - 自然愛好・家
- 3階建て
  - 颯爽（SASSO）
  - アメニティ3

リフォーム事業部
- ユラックスシリーズ（システムバス）
- ユトレットシリーズ（システムトイレ）
- ラフィーナシリーズ（システムキッチン）
- ロイヤルウォールシリーズ
- 金属サイディングシリーズ
- ルーフコートシリーズ
- 金属瓦シリーズ

## 宣伝活動
CMキャラクターでは、近年みのもんたと西城秀樹（PETIO）と沢尻エリカ（新築・増改築）を起用しているが、過去には三波春夫、工藤夕貴、古手川祐子、西村知美、志村けん（PETIO）、デヴィ・スカルノ（PETIO）等を起用したことがある。ちなみに、初代のCMタレントは女優の長山藍子だった。

### 提供番組
近年はPETIOとクレジットされて提供している。
現在
- TBSテレビ系「ひるおび!」（㈱ペティオとして）

過去の提供番組
- 日本テレビ系「火曜サスペンス劇場」→「ドラマ・コンプレックス」→「火曜ドラマゴールド」
- TBS系土曜日夜8時枠バラエティー（1986年頃 - 1996年3月）→「月曜ドラマスペシャル」→「月曜ミステリー劇場」（1996年4月 - 2005年3月）
- フジテレビ系（関西テレビ制作枠も含む）「月曜サスペンスシリーズ」などの月曜日夜10時枠ドラマ（1985年10月 - 1996年3月）
- 「木曜劇場」（ - 1988年9月）
- 「金曜女のドラマスペシャル」→「ザ・ドラマチックナイト」→「男と女のミステリー」→「金曜ドラマシアター」→「金曜エンタテイメント」の初期（1984年10月12日 - 1996年頃）
- テレビ朝日系（朝日放送制作枠も含む）金曜夜9時枠ドラマ（提供開始時期不明 - 1987年9月）→金曜夜10時枠ドラマ（1987年10月 - 1988年3月）→「火曜スーパーワイド」→「火曜ミステリー劇場」（1988年4月5日 - 1991年9月）→「テレビ朝日木曜時代劇」→「木曜ミステリー」（1991年10月 - 2002年3月） など。
- TBS系「どうぶつ奇想天外!」
- TBS系「水曜ロードショー」
- TBS系「加トちゃんケンちゃんごきげんテレビ」
- テレビ東京系「ペット大集合!ポチたま」（2008年10月 - 終了まで）
- 日本テレビ系「天才!志村どうぶつ園」（2008年9月末で降板）
- 日本テレビ系「ズームイン!!サタデー」（2008年9月末で降板）
- テレビ朝日系「土曜ワイド劇場」（2007年9月末で降板）
- テレビ東京系「ピラメキーノG」（2010年4月 - 2011年3月の終了まで 「ペティオ」ブランドCM中心）
- テレビ東京・BSジャパン共同制作「だいすけ君が行く!!ポチたま新ペットの旅」（同上）
- ABC・テレビ朝日系『新婚さんいらっしゃい!』（長年スポンサーを務めていたナカバヤシに代わって提供、提供読みは「かけがえのない、いのちに応える。」で、提供スポンサー表記は「Petio」）しかし、2013年10月改編で『パネルクイズ アタック25』（同上）へ再移動となったが、2014年1月より『新婚さん―』へ再復帰した。『新婚さん―』は年末年始などの拡大版時のみ提供あり[1]。だが、マキタと入れ替えに2014年3月30日放送分を持って再び降板。その後提供枠は2014年4月6日から放送している『砂羽と可奈子があの街の美味しいギャップ大発見!だけど食堂』へ移動している。[2][3]
- 読売テレビ『おもしろサンデー』（番組後半部の複数社提供[4]の一つとして）